# Vitis aestivalis
Vitis aestivalis är en vinväxtart som beskrevs av André Michaux. Vitis aestivalis ingår i släktet vinsläktet, och familjen vinväxter.

## Underarter
Arten delas in i följande underarter:
- V. a. bicolor
- V. a. lincecumii